# Spoorlijn Vireux-Molhain - Vireux-Molhain grens
De spoorlijn Vireux-Molhain - Vireux-Molhain grens was een spoorlijn gelegen in het Franse Ardennes en had als lijnnummer 200 000. Het begin van de lijn lag in Vireux-Molhain en deze liep richting de Belgische grens bij Treignes.

## Geschiedenis
De lijn werd geopend op 24 juli 1854. Tot 1962 heeft er grensoverschrijdend reizigersverkeer plaatsgevonden. In 1971 reed de laatste goederentrein tussen Vireux-Molhain en Treignes, waarna de sporen werden opgebroken. De lijn was enkelsporig uitgevoerd en is nooit geëlektrificeerd.

## Aansluitingen
In de volgende plaatsen was er een aansluiting op de volgende spoorlijnen:
Vireux-Molhain
RFN 205 000, spoorlijn tussen Soissons en Givet
Vireux-Molhain grens
Spoorlijn 132 tussen La Sambre en Treignes

## Galerij

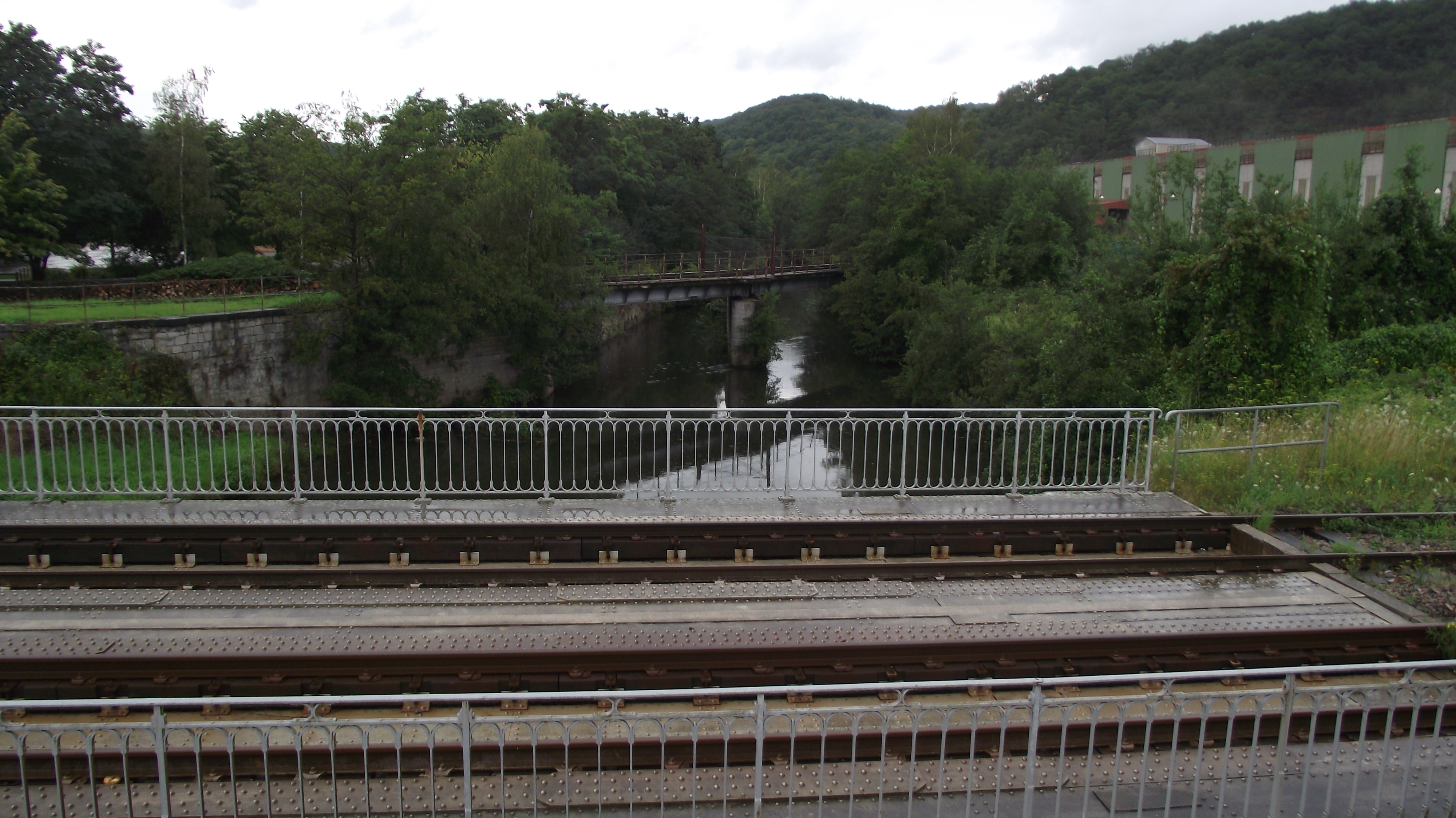
Zicht op de voormalige spoorbrug van de lijn over de Viroin
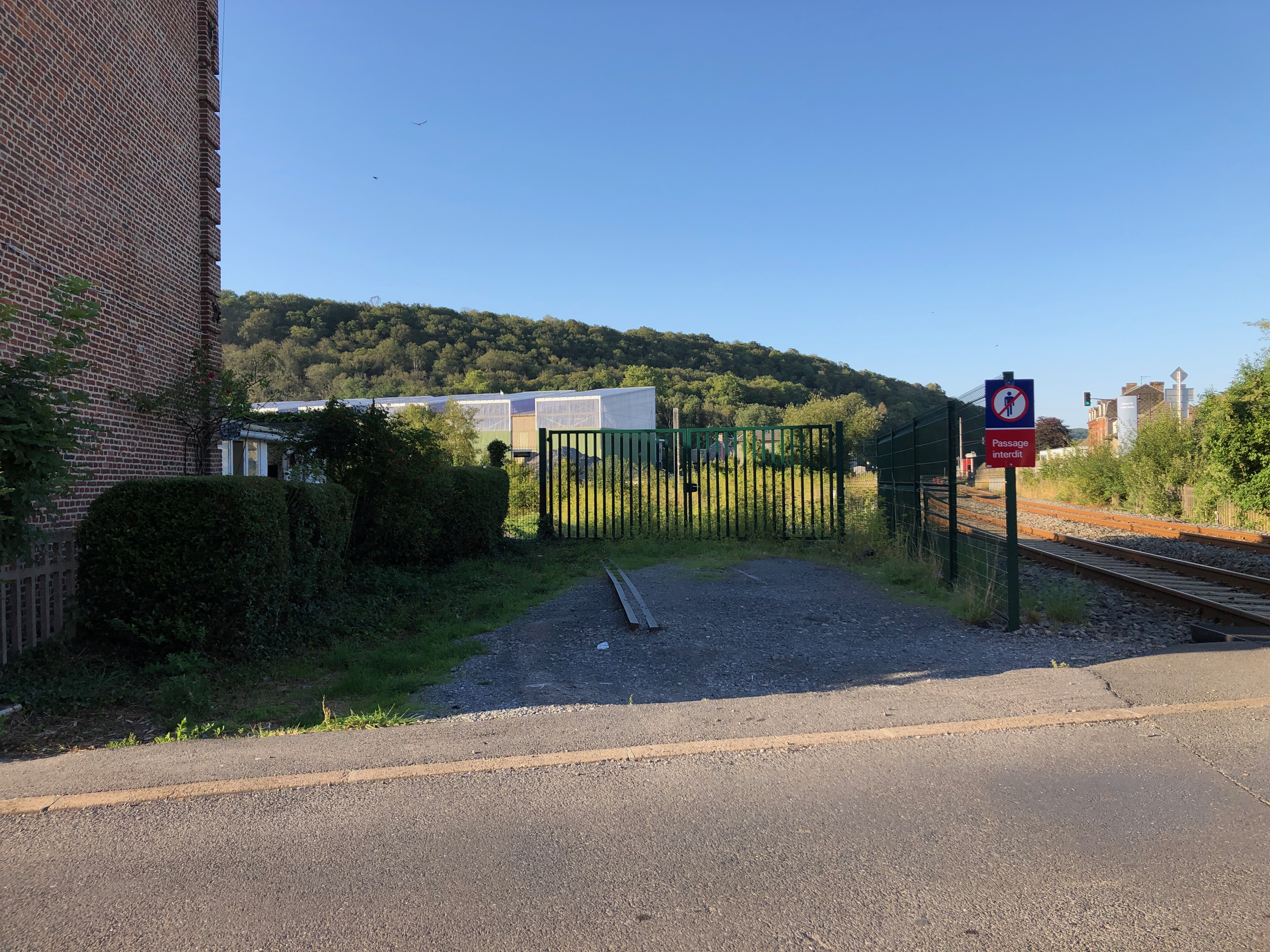
Tracé net na de splitsing met de lijn Soissons - Givet richting de spoorbrug